# Classe La Masa

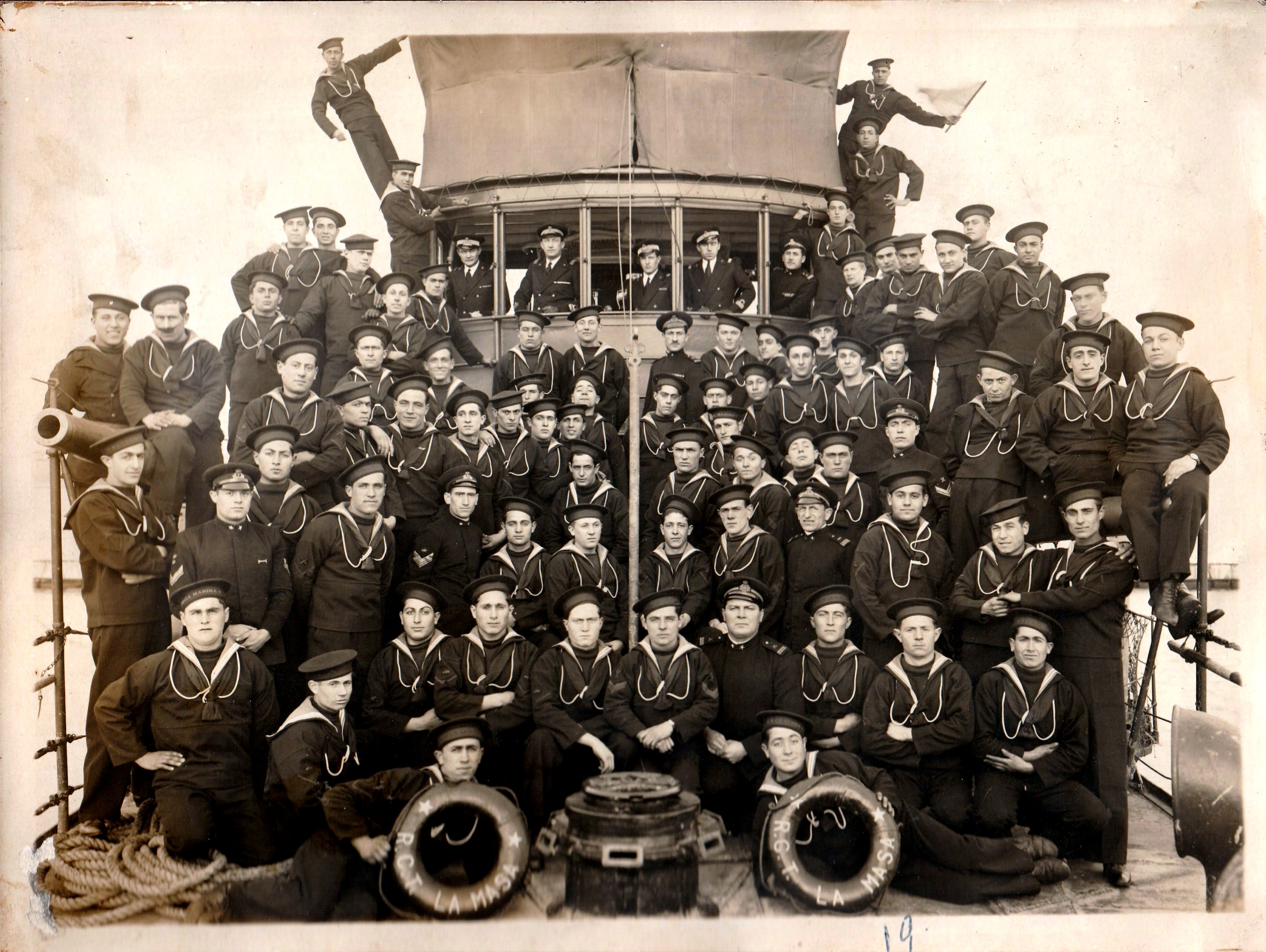
Equipaggio del R.C.T. Giuseppe La Masa nel 1919

La classe La Masa è stata una classe di cacciatorpediniere della Regia Marina.

## Servizio
Le otto unità della classe furono ultimate fra il 1917 ed il 1919 a Genova nei Cantieri Odero di Sestri Ponente e parte di esse prese parte agli eventi bellici della prima guerra mondiale in Adriatico. 
Declassate a torpediniere nel 1929 e rimodernate nel 1940, le unità presero poi parte alla seconda guerra mondiale svolgendo compiti di scorta per lo più sulle rotte per l'Albania e la Grecia.
Le due unità sopravvissute al conflitto Fabrizi e Carini vennero riclassificate dragamine meccanici costieri insieme a tre unità della classe Pilo restando in servizio sino alla seconda metà degli anni cinquanta.

## Caratteristiche
Derivate dalla classe Rosolino Pilo, erano in grado anche di svolgere compiti di posa di mine, lancio di bombe torpedini da getto e dragaggio in corsa. 
Dopo il rimodernamento del 1940 l'armamento divenne di un pezzo da 102 mm, 8 da 20 mm, 3 tubi lanciasiluri da 533 mm e 2 da 450 mm, mentre per le due unità sopravvissute al secondo conflitto mondiale venne riconfigurato in un cannone da 102/35 mm e 2 mitragliere da 20 mm binate antiaeree ed il resto dell'armamento sbarcato e sostituito con attrezzature per il dragaggio meccanico. 

## Unità

### Giuseppe La Masa
Impostato nel 1916, entrò in servizio nel 1917. Durante la seconda guerra mondiale effettuò servizi di scorta in Mar Tirreno sino all'11 settembre 1943, quando, bloccato a Napoli per lavori, si autoaffondò in seguito all'armistizio.

### Angelo Bassini
Impostato nel 1916, entrò in servizio nel 1918. Durante il secondo conflitto mondiale fu impiegato nella scorta ai convogli per l'Albania e la Grecia; il 28 maggio 1943, durante un pesante bombardamento aereo statunitense su Livorno, fu colpito da una bomba, si capovolse e affondò.

### Agostino Bertani
Impostato nel 1917, entrò in servizio nel 1919. Aderì alla causa fiumana e, dopo il ritorno alla Regia Marina, mutò nome in Enrico Cosenz. Nel 1926 entrò in collisione con la torpediniera Fratelli Cairoli. Nel corso della seconda guerra mondiale, scortò il naviglio mercantile per il Nord Africa e poi in Tirreno; il 25 settembre 1943, presso l'isola di Lagosta, entrò in collisione con il piroscafo Ulisse, e due giorni più tardi fu seriamente danneggiata da un attacco aereo tedesco. Fu autoaffondata dall'equipaggio.

### Benedetto Cairoli
Impostato nel 1916, entrò in servizio nel 1918. Nella notte fra il 9 ed il 10 aprile dello stesso anno fu accidentalmente speronata a centro nave dalla gemella Giacinto Carini; affondò alcune ore dopo, al largo di Santa Maria di Leuca.

### Giacinto Carini
Impostato nel 1916, entrò in servizio nel 1917. Nella notte fra il 9 ed il 10 aprile 1918, al largo di Santa Maria di Leuca, speronò e affondò per errore la gemella Benedetto Cairoli, riportando gravi danni. Negli anni Venti e Trenta prestò servizio in Mediterraneo e Mar Rosso. Nel corso del secondo conflitto mondiale nell'aprile 1941 venne installato a bordo dell'unità la versione definitiva del radar EC3ter “Gufo”, realizzato all'inizio dello stesso anno, che nelle prove effettuate rivelò un bersaglio a 12 Km ed un aereo a 8 Km di distanza. La nave sopravvissuta anche alla seconda guerra mondiale, fu riclassificata dragamine nel 1953 e radiata nel 1958. Per un certo periodo, prima della demolizione (avvenuta nel 1963), fu usata come pontone con la sigla GM. 157.

### Nicola Fabrizi
Impostata nel 1916, entrò in servizio nel 1918. Durante la seconda guerra mondiale, nella notte fra l'11 ed il 12 novembre 1940, si rese protagonista di uno scontro navale nel canale d'Otranto. Stava infatti scortando, sotto il comando del T.V. Giovanni Barbini e, assieme all'incrociatore ausiliario RAMB III, un convoglio di quattro mercantili diretti da Valona in Italia, che fu attaccato da una formazione di incrociatori britannici. L'unità contrattaccò prima tentando di lanciare i siluri (cosa che non avvenne perché i relativi impianti erano stati messi fuori uso), poi aprendo il fuoco con il pezzo da 102. Si diresse poi, in fiamme e con seri danni, 11 morti e 17 feriti, verso i campi minati italiani per attirarvi le unità nemiche, ma senza riuscirci. Il convoglio fu distrutto; il t.v. Giovanni Barbini fu decorato con la Medaglia d'Oro al Valor Militare.
Riparata, l'unità sopravvisse alla guerra e proseguì il servizio sino al 1957, anno della radiazione.

### Giuseppe La Farina
Impostato nel 1917, entrò in servizio nel 1919. Durante la seconda guerra mondiale svolse compiti di difesa al traffico lungo le coste libiche; durante una di queste missioni, il 4 maggio 1941, mentre scortava la nave cisterna Luisiana, affondò presso le secche di Kerkennah, si ritenne per urto contro mine.

### Giacomo Medici
Impostata nel 1916, entrò in servizio nel 1918. Durante il secondo conflitto mondiale svolse compiti di scorta in Grecia e Nord Africa. Il 16 aprile 1943, mentre era ormeggiata nel porto di Catania, fu colpita da bombe d'aereo e affondò rovesciandosi.